# Starrcade (2019)
Starrcade (2019) – gala wrestlingu wyprodukowana przez federację WWE dla zawodników z brandów Raw i SmackDown. Odbyła się 1 grudnia 2019 w Infinite Energy Arena w Duluth w stanie Georgia. Emisja była przeprowadzana ekskluzywnie za pośrednictwem WWE Network. Była to dwudziesta pierwsza gala w chronologii cyklu Starrcade, a trzecia pod sztandarem WWE.
Podczas gali odbyło się jedenaście walk, cztery z nich zostało pokazane jako WWE Network special. W walce wieczoru, „The Fiend” Bray Wyatt pokonał Brauna Strowmana uciekając z klatki w Steel Cage matchu i obronił Universal Championship, tymczasem w walce wieczoru w części telewizyjnej Bobby Lashley pokonał Kevina Owensa przez dyskwalifikację.

## Produkcja
| Rola         | Osoba        |
| ------------ | ------------ |
| Komentatorzy | Tom Phillips |
| Komentatorzy | Byron Saxton |
| Spiker       | Mike Rome    |

Starrcade oferowało walki profesjonalnego wrestlingu z udziałem wrestlerów należących do brandów Raw i SmackDown. Oskryptowane rywalizacje (storyline’y) kreowane były podczas cotygodniowych gal Raw i SmackDown Live. Wrestlerzy są przedstawieni jako heele (negatywni, źli zawodnicy i najczęściej wrogowie publiki) i face’owie (pozytywni, dobrzy i najczęściej ulubieńcy publiki), którzy rywalizują pomiędzy sobą w seriach walk mających budować napięcie. Kulminacją rywalizacji jest walka wrestlerska lub ich seria.
Starrcade, to gala na żywo (poprzednio nieemitowana w telewizji), która została wymyślona w 1983 roku przez Dusty’ego Rhodesa. Wydarzenie pierwotnie promowane było pod szyldem National Wrestling Alliance (NWA) i Jim Crockett Promotions (JCP). W 1988 JCP zostało sprzedane i zastąpione przez World Championship Wrestling (WCW), a wydarzenie było produkowane przez tę federację do 2000 roku. W 2001 WWF (obecnie WWE) wykupiło WCW i przejęło wszystko co do niej należało (gale, zaplecze promocyjne, personel itd.).
Po 17 latach – w 2017 WWE wznowiło produkcję gali pod swoim sztandarem. 24 listopada 2018 WWE sfilmowało drugie wydarzenie pod wspólną nazwą Starrcade, które zostało wyemitowane jako godzinny program WWE Network 25 listopada 2018. 17 września 2019 WWE ogłosiło, że jego trzecia gala Starrcade, z udziałem brandów Raw i SmackDown, będzie transmitowana na żywo w WWE Network 1 grudnia 2019, która odbędzie się w Infinite Energy Arena w Duluth w stanie Georgia.

## Wyniki walk
| Nr                                                                                    | Wyniki | Stypulacje                                                     | Czas  |
| ------------------------------------------------------------------------------------- | --- | -------------------------------------------------------------- | ----- |
| 1D                                                                                    | Seth Rollins pokonał Ericka Rowana | Singles match                                                  | 12:46 |
| 2D                                                                                    | Shinsuke Nakamura (c) (z Sami Zaynem) pokonał The Miza | Singles match o WWE Intercontinental Championship              | 15:46 |
| 3                                                                                     | Street Profits (Angelo Dawkins i Montez Ford) pokonali The O.C. (Luke’a Gallowsa i Karla Andersona)                                                         | Tag Team match                                                 | 10:06 |
| 4                                                                                     | The Kabuki Warriors (Asuka i Kairi Sane) (c) pokonały Becky Lynch i Charlotte Flair, Bayley i Sashę Banks oraz Alexę Bliss i Nikki Cross poprzez submission | Fatal 4-Way Tag Team match o WWE Women’s Tag Team Championship | 13:30 |
| 5                                                                                     | Bobby Lashley (z Laną) pokonał Ruseva w wyniku poddania walki                                                                                               | Last Man Standing match                                        | –     |
| 6                                                                                     | Bobby Lashley (z Laną) pokonał Kevina Owensa przez dyskwalifikację                                                                                          | Singles match                                                  | 14:16 |
| 7D                                                                                    | Aleister Black pokonał Andrade (z Zelina Vegą) | Singles match                                                  | 9:34  |
| 8D                                                                                    | Ricochet pokonał Andrade (z Zelina Vegą) | Singles match                                                  | 6:33  |
| 9D                                                                                    | Randy Orton pokonał AJ Stylesa | Singles match                                                  | 20:58 |
| 10D                                                                                   | Roman Reigns pokonał Kinga Corbina | Singles match                                                  | 11:23 |
| 11D                                                                                   | „The Fiend” Bray Wyatt (c) pokonał Brauna Strowmana uciekając z klatki                                                                                      | Steel Cage match o WWE Universal Championship                  | 10:32 |
| (c) – mistrz/mistrzyni przed walkąD – walka była dark matchem (nietransmitowana w TV) | |                                                                |       |